# Liste der Kulturdenkmäler in Forst (bei Wissen, Sieg)
In der Liste der Kulturdenkmäler in Forst sind alle Kulturdenkmäler in der rheinland-pfälzischen Gemeinde Forst aufgelistet. In den Ortsteilen Dellingen, Forst, Hof Holpe, Kaltau, Lechenbach, Neuhöfchen, Seifen und Wäldchen sind keine Kulturdenkmäler ausgewiesen. Grundlage ist die Denkmalliste des Landes Rheinland-Pfalz (Stand: 4. Mai 2023).

## Einzeldenkmäler
| Bezeichnung | Lage                    | Baujahr                | Beschreibung | Bild |
| ----------- | ----------------------- | ---------------------- | --- | ---- |
| Seifermühle | Seifermühle, Nr. 1 Lage | spätes 19. Jahrhundert | Wohnstallhaus, Fachwerkbau, teilweise massiv, spätes 19. Jahrhundert; Fachwerkscheune, teilweise massiv, 19. Jahrhundert; Mühlrad und zwei Mahlwerke (?) | BW   |